# Paradise City (film)
Paradise City is een Amerikaanse actiefilm uit 2022, geregisseerd door Chuck Russell met in de hoofdrol John Travolta en Bruce Willis.

## Verhaal
Wanneer premiejager Ian Swan wordt neergeschoten en vermoedelijk dood is nadat hij in de wateren van Maui is verdwenen, gaan Swans zoon Ryan, zijn ex-partner en een lokale rechercheur op zoek naar zijn moordenaars. Na te zijn bedreigd door een meedogenloze machtsmakelaar, lijken Ryan en zijn team geen opties meer te hebben, totdat een excursie naar de streng bewaakte eilandgemeenschap van Paradise City hen verenigt met een onvoorziene bondgenoot.

## Rolverdeling
| Acteur              | Personage      |
| ------------------- | -------------- |
| Bruce Willis        | Ian Swan       |
| John Travolta       | Arlene Buckley |
| Stephen Dorff       | Robbie Cole    |
| Blake Jenner        | Ryan Swan      |
| Praya Lundberg      | Savannah       |
| Corey Large         | Zyatt Dean     |
| Branscombe Richmond | Senator Kane   |

## Productie
De film werd aangekondigd in mei 2021, toen werd onthuld dat Bruce Willis en John Travolta in dezelfde film zouden spelen, sinds Pulp Fiction (1994). Corey Large ontwikkelde dit idee sinds 2006. De opnames begonnen op 17 mei 2021 op Hawaï in verschillende steden op het eiland Maui. In juni 2021 voegen Stephen Dorff en Blake Jenner zich bij de cast. De opnames eindigen in juni 2021.

## Release
De film ging in première op 11 november 2022 in een beperkt aantal Amerikaanse bioscopen en op VOD.

## Ontvangst
Op Rotten Tomatoes heeft Paradise City een waarde van 8% en een gemiddelde score van 3,20/10, gebaseerd op 12 recensies. Op Metacritic heeft de film een gemiddelde score van 29/100, gebaseerd op 4 recensies.